# Opisthoxia fosteri
Opisthoxia fosteri là một loài bướm đêm trong họ Geometridae.